# Station Chedde
Station Chedde (Frans: Gare de Chedde) is een spoorwegstation in de Franse gemeente Passy in het departement Haute-Savoie, aan de spoorlijn Saint-Gervais-les-Bains-Le Fayet - Vallorcine (grens).